# Pieve di Santa Giustina
La pieve di Santa Giustina è un piccolo edificio chiesastico che si erge su un terrazzamento d'origine morenica all'interno del cimitero di Palazzolo, frazione del Comune di Sona, in provincia e diocesi di Verona.
Si tratta di un importante esempio di architettura romanica veronese, studiata da storici quali Luigi Simeoni, Edoardo Arslan, Angiola Maria Romanini e Francesca D'Arcais.

## Storia
La presenza di un frammento dell'VIII secolo nel ciborio e altri elementi riutilizzati fanno ipotizzare che un primo edificio fosse presente già nei secoli della dominazione longobarda. Ad avvalorare questa tesi il fatto che il toponimo palatiolum, da cui deriva il nome dell'abitato in cui è stata edificata, indicherebbe quasi sicuramente un centro di pertinenza dell'autorità amministrativa veronese di quel periodo, dove risiedeva forse il comandante delle truppe che si accampavano in questi territori. Questa prima chiesa, tra l'altro, potrebbe essere sorta al posto di un preesistente tempio pagano di epoca romana, vista la presenza di mattoni romani inseriti nelle absidi dell'edificio e di un pregevole frammento del I secolo, un cippo scolpito con un grifone e un giglio-candelabro.
La pieve romanica tutt'oggi esistente risale invece ai secoli X-XII, come proverebbero un documento del monastero di San Zeno del 966, in cui vi è scritto «iura sancte Iustine posidet», e una bolla di papa Eugenio III del 17 maggio 1145, dove invece è scritto «Plebem Palatioli cum decimis». L'edificio, tra l'altro, subì parecchi danneggiamenti nel corso del tempo a causa di calamità naturali, in particolare gravi crolli furono causati dal devastante terremoto di Verona del 1117, cui seguì un importante restauro, anche con l'utilizzo di materiali di reimpiego (da cui la presenza di frammenti romani e longobardi, ereditati dagli edifici precedenti): ne consegue che l'abside minore e una contigua parte della facciata sud, che non subì danni durante il sisma, è temporalmente collocabile al X secolo, mentre il resto dell'edificio e l'abside maggiore venne ricostruito nel XII secolo.
Le celebrazioni liturgiche si svolsero nella pieve fino al 1533, mentre da quell'anno a seguire si officiarono solo le festività solenni di Natale, Sabato Santo, Pasqua, Pentecoste e Beata Vergine Maria. Santa Giustina rimase comunque vicaria con giurisdizione su di un'ampia zona compresa tra San Massimo, Peschiera del Garda e Lazise, oltre che su Bussolengo fino al 1711, su Pescantina fino al 1737, su San Giorgio in Salici e San Rocco fino al 1797.

## Descrizione

### Esterno
La tecnica costruttiva delle murature ha previsto l'utilizzo di ciottoli di provenienza morenica disposti a spina di pesce in losanghe sovrapposte, contenute sui cantonali da pietre squadrate che ammorsano i due muri ortogonali.
Al centro della facciata si trova un piccolo portale ad arco d'ingresso, i cui conci sono caratterizzati da alcune croci incise da pellegrini di passaggio, mentre in alto un occhio che dà luce all'aula interna. Lungo il fianco sud si trova una porta d'ingresso laterale e un mattone nella muratura su cui è incisa una piccola meridiana, forse realizzata dal sagrista per sapere quando suonare le campane che annunciavano le celebrazioni liturgiche. Infine sul retro sporgono, fatto piuttosto inusuale considerato che la chiesa è a navata unica, due absidi quasi uguali, decorate da lesene.
Il campanile, edificato nel XIII secolo in aderenza alla chiesa, è caratterizzato da tre fasi costruttive facilmente distinguibili: una prima parte del fusto con i cantonali in pietre ben squadrate, più antica; una fase intermedia corrispondente alla parte alta del fusto, dove sono presenti cantonali in tufo; una parte terminale, corrispondente alla cella campanaria, realizzata tutta in mattoni, più recente. La cella campanaria presenta quattro bifore, ognuna delle quali presenta una colonna con pulvino di pregevole fattura.

### Interno
Intorno alla metà dell'Ottocento furono scoperti all'interno della chiesa da don Luigi Garzotti un ciclo di affreschi che per lungo tempo furono coperti da un sottile strato di calce: lo strato di calce venne quindi eliminato e gli affresci rimessi in luce, infine descritti e commentati dallo storico Edoardo Arslan tra i primi.
Arslan si sofferma in particolare sulla raffigurazione più antica, una Madonna allattante vestita di una tunica bianca e un manto sul viola, seduta con il Bambino benedicente sempre in veste viola e accompagnata sulla destra dalla rappresentazione di un'altra Vergine con le medesime vesti ma in piedi, che definisce «opera di notevole finezza nel modellato delle vesti» in cui si «viene (...) elaborando una visione più intimamente bizantina».
All'interno della chiesa si trovano altri affreschi più tardi, realizzati probabilmente sugli inizi del Trecento e contraddistinti da un aspetto romanico: sulla parete sud un Arcangelo Gabriele, una Madonna con Bambino, San Battista, un San Giacomo, un San Matteo e Santa Cecilia; su quella ovest un'altra Madonna con Bambino, una Santa Giustina, una Santa Lucia, un San Bartolomeo e un beato Enrico da Bolzano.